# Tricorynus californicus
Tricorynus californicus är en skalbaggsart som beskrevs av White 1965. Tricorynus californicus ingår i släktet Tricorynus och familjen trägnagare.

## Underarter
Arten delas in i följande underarter:
- T. c. californicus
- T. c. concolor